# Michael Linzer
Michael Linzer (* 2. November 1989 in Oberpullendorf) ist ein österreichischer Tennisspieler.

## Karriere
Michael Linzer spielt fast ausschließlich auf der ATP Challenger Tour und der ITF Future Tour; sein erstes Match auf der ATP Tour bestritt er nach erfolgreicher Qualifikation im April 2016 bei einem Turnier in Bukarest.
Er konnte bislang 16 Einzel- und drei Doppelsiege auf der ITF Future Tour feiern. Auf der ATP Challenger Tour gewann er 2012 das Doppelturnier in Tampere an der Seite von Gerald Melzer.

## Erfolge
| Legende (Anzahl der Siege)  |
| Grand Slam                  |
| ATP World Tour Finals       |
| ATP World Tour Masters 1000 |
| ATP World Tour 500          |
| ATP World Tour 250          |
| ATP Challenger Tour (1)     |

### Doppel

#### Turniersiege
| Nr. | Datum         | Turnier | Belag | Partner       | Finalgegner             | Ergebnis  |
| --- | ------------- | ------- | ----- | ------------- | ----------------------- | --------- |
| 1.  | 29. Juli 2012 | Tampere | Sand  | Gerald Melzer | Niels Desein André Ghem | 6:1, 7:63 |